# Peter Rasmussen
Dupreeh, celým jménem Peter Rothmann Rasmussen (* 26. března 1993), je profesionální hráč Counter-Strike 2, původem z Dánska.

## Životopis
Zapsal se do historie e-sportu jako nejvýdělečnější hráč Counter-Strike: Global Offensive. V průběhu své kariéry si vydělal 2,1 milionů USD. Zároveň se stal prvním hráčem, který vyhrál 5 major šampionátů, z toho 3 po sobě. Za tým Astralis vyhrál 4 z těchto šampionátů, a to v letech 2017, 2018 a dvakrát v roce 2019. Jeho poslední působení bylo v roce 2025 za Team Falcons a nyní je volným hráčem.

## Osobní život
V průběhu major šampionátu v Katowicích 2019 mu zemřel otec na rakovinu.